# 悉尼市政厅
悉尼市政厅是一座地标砂岩建筑，位于悉尼市中心. 与维多利亚女王大厦相对，毗邻圣安德烈座堂。市政厅的台阶是热门的聚会地点。

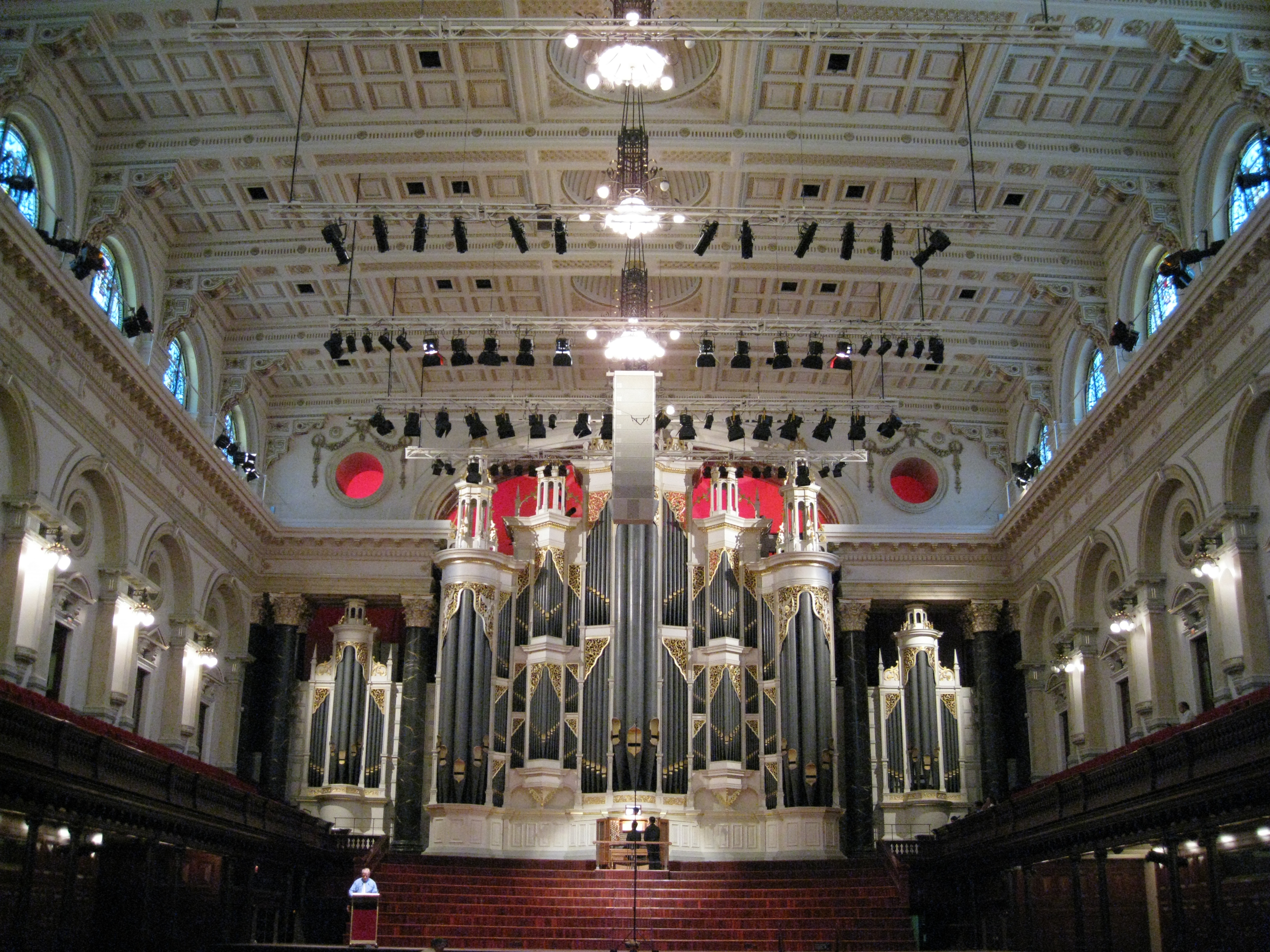
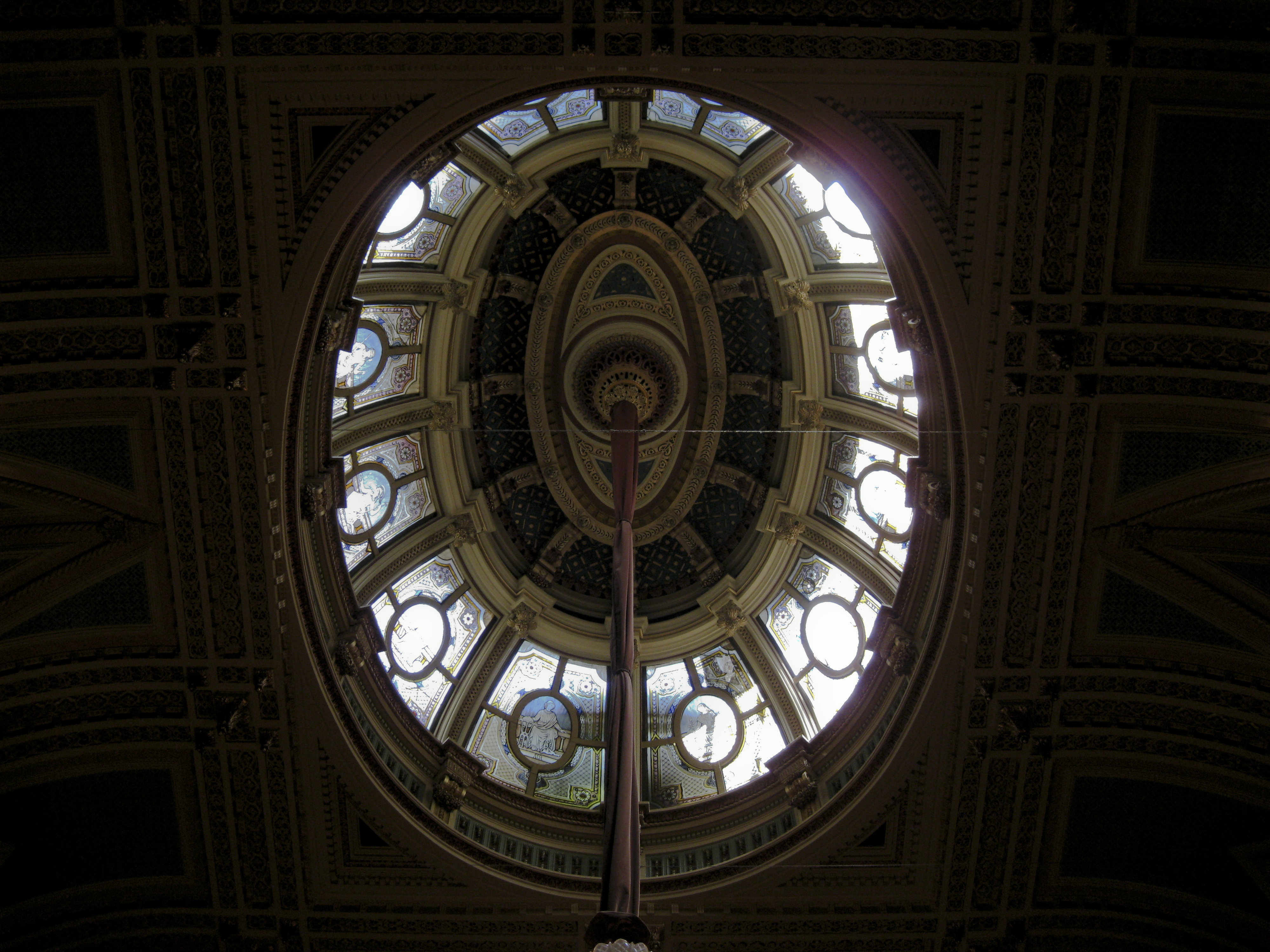
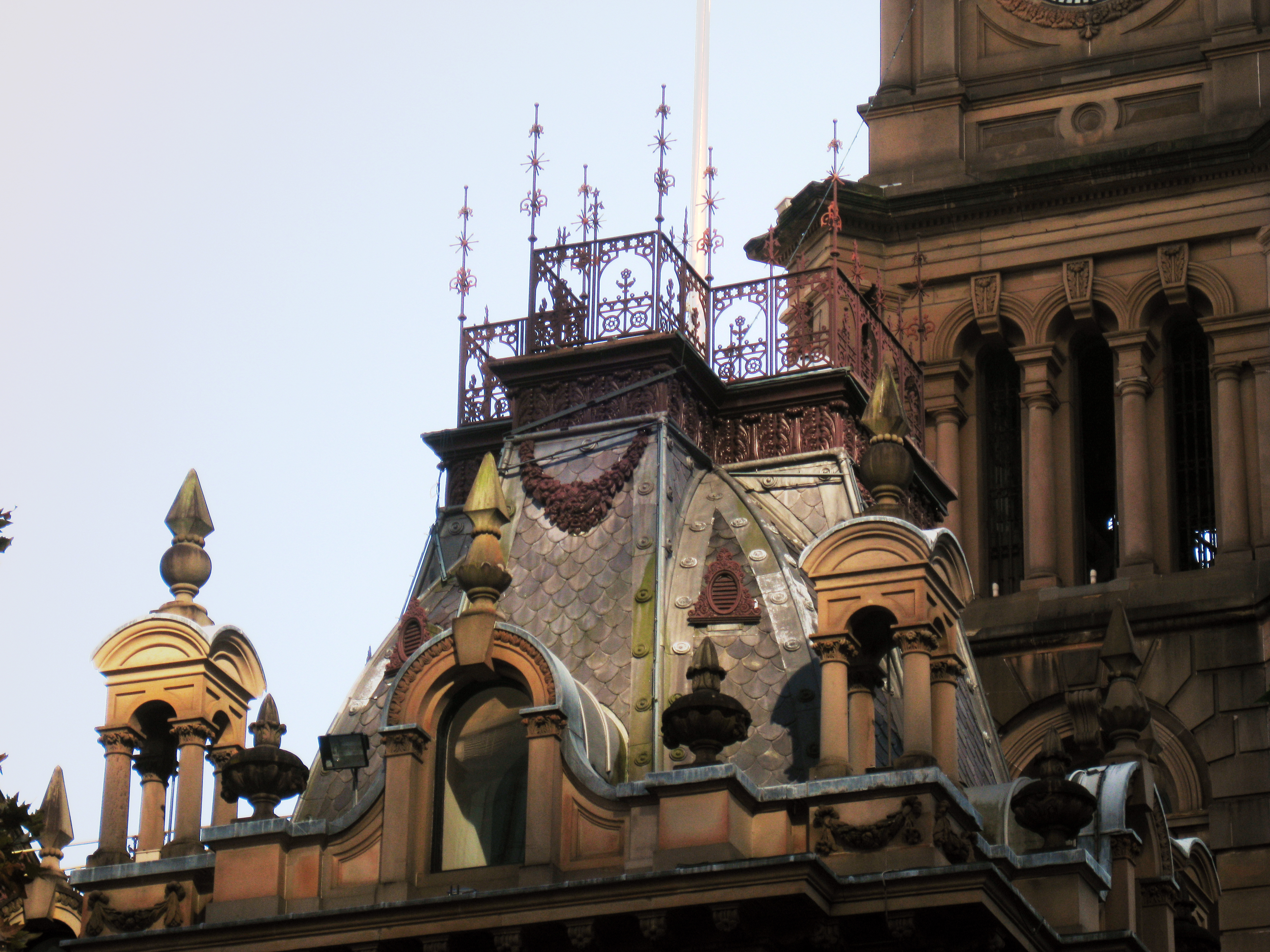
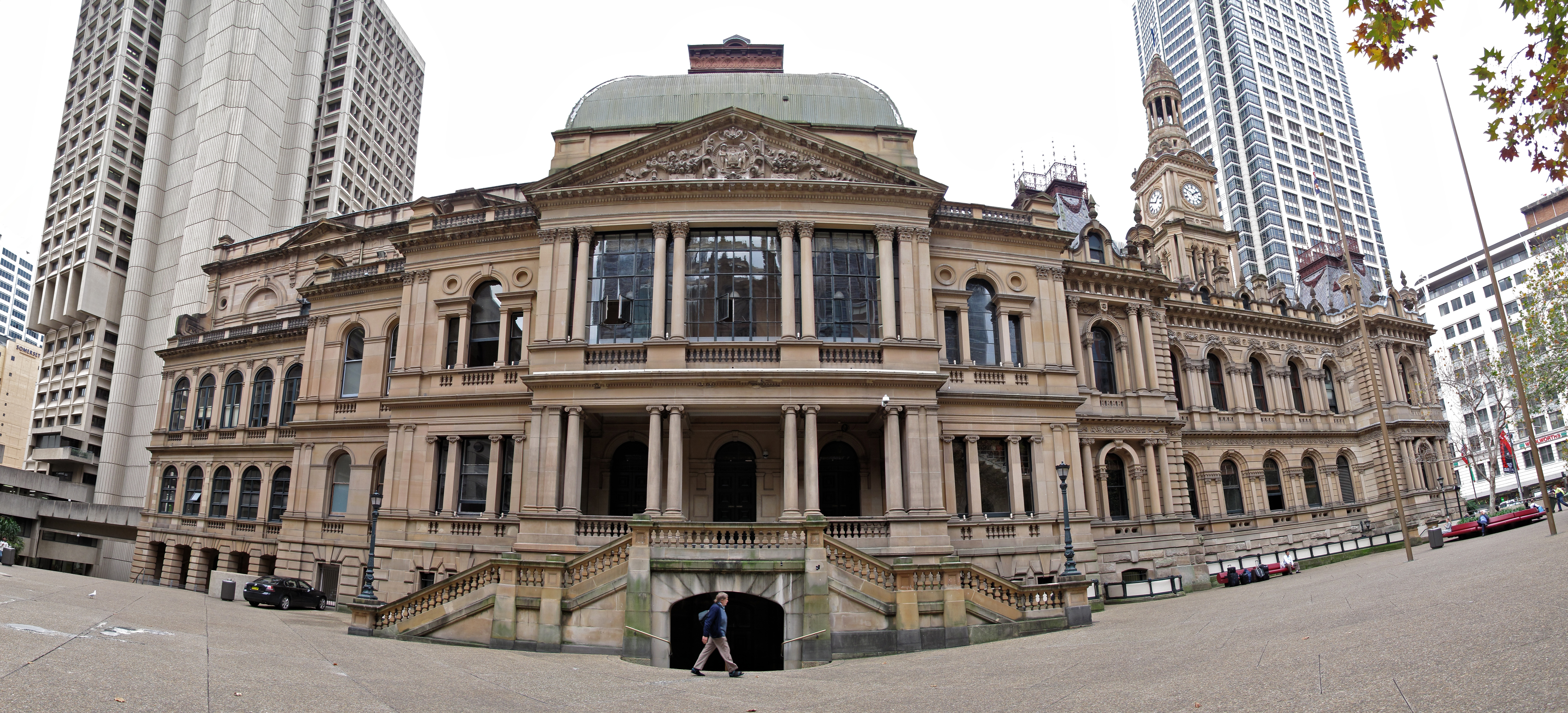